# James Bryant Conant
James Bryant Conant (Dorchester, 26 de março de 1893 – Hanover, 11 de fevereiro de 1978) foi um químico, administrador escolar e funcionário público norte-americano.

## Carreira
Foi professor de química na Universidade Harvard, com o cargo de auxiliar em 1919 e o de associado em 1924, sendo um prolífico autor científico. Como presidente da Universidade Harvard (de 1933 a 1953) promoveu reformas que conduziram esse centro educativo a um nível de excelência na investigação científica. A American Chemical Society concedeu-lhe a sua mais alta distinção, a medalha Priestley, em 1944. Entre 1941 e 1946, foi ainda presidente do National Defense Research Committee. cargo com o qual desempenhou um papel fundamental, em conjunto com o seu amigo Vannevar Bush, nos trabalhos do projeto Manhattan.
Após a Segunda Guerra Mundial foi conselheiro da National Science Foundation e da Comissão de Energia Atômica dos Estados Unidos. Foi comissário da Zona de Ocupação Americana e embaixador dos Estados Unidos na Alemanha Ocidental, de 1953 a 1957.
Conant foi promotor ativo da História da Ciência, criando em Harvard as "Harvard Case Histories in Experimental Science" e incluindo a História das Ciências no tronco comum dos programas universitários.